# Ніколя Козза
Ніколя Козза (фр. Nicolas Cozza, нар. 8 січня 1999, Ганж) — французький футболіст, захисник клубу «Вольфсбург». На умовах оренди грає за «Нант».

## Клубна кар'єра
Народився 8 січня 1999 року в місті Ганж. Вихованець футбольної школи клубу «Монпельє», з якою 2017 року виграв Кубок Гамбарделла. 
24 жовтня 2017 року в матчі Кубка французької ліги проти «Генгама» Ніколя дебютував за основний склад. 19 листопада в матчі проти марсельського «Олімпіка» він дебютував у Лізі 1. 12 травня 2018 року в поєдинку проти «Труа» Ніколя забив свій перший гол за «Монпельє».

## Виступи за збірні
2017 року дебютував у складі юнацької збірної Франції, взяв участь у 19 іграх на юнацькому рівні. З командою до 19 років став півфіналістом юнацького чемпіонату Європи 2018 року.
2019 року з командою до 20 років поїхав на молодіжний чемпіонат світу.
5 вересня 2019 дебютував у молодіжній збірній Франції. Станом на 1 червня 2020 провів за команду U-21 5 матчів.